# Apocalymnia tenebrosa
Apocalymnia tenebrosa är en fjärilsart som beskrevs av George Francis Hampson 1902. Apocalymnia tenebrosa ingår i släktet Apocalymnia och familjen nattflyn. Inga underarter finns listade i Catalogue of Life.